# Rose d'amour
Rose d'amour est un roman d'Alfred Assollant publié en 1888 à Paris chez Dentu.

## Résumé
Rose perd sa mère très petite. Ses 4 sœurs se marient et elle reste seule avec son père à 10 ans. Un jour, elle joue avec Bernard en forêt et voit un loup. Bernard lui jette sa veste sur la tête avant que les chasseurs ne le tuent. Il ne quitte plus Rose. En 1840, à 80 ans, il part 7 ans à l'armée en Afrique. Rose travaille. Elle découvre sa grossesse et le dit à sa belle mère qui le dit à son mari. Le père de Rose, averti, lui dit qu'ils vivront ensemble comme des étrangers. La mère de Bernard dévoile le secret dans le village et on se moque de Rose. Elle a Bernardine et son père s'en occupe. Puis il est blessé mortellement, se réconcilie avec Rose, lui donne la maison et meurt. On culpabilise Rose de la mort de son père et on la chasse. La mère de Bernard garde Bernardine pendant que Rose travaille. Son contremaitre s'introduit chez elle et on dit qu'elle l'a fait venir. Les parents de Bernard ne veulent plus qu'elle l'épouse. Bernard revient et l'ignore. Il oblige le contremaitre à dire la vérité et épouse Rose.

## Éditions
- 1888 : lire sur Gallica.
- 1889 : seconde édition, sous-titrée « Claude et Juliette » lire sur Gallica
- no 112 de la collection « Les maîtres du roman » [vers 1895][1].